# Baksa
Baksa (vyslovováno [bakša], chorvatsky Bokšica) je vesnice v Maďarsku v župě Baranya, spadající pod okres Sellye. Nachází se asi 23 km severovýchodně od Sellye. Žije zde 781 obyvatel. Dle údajů z roku 2011 tvoří 77,8 % obyvatelstva Maďaři, 6,2 % Romové, 3,5 % Němci a 0,3 % Chorvati.
Sousedními vesnicemi jsou Bogádmindszent, Görcsöny, Kisdér, Pécsbagota, Tengeri a Téseny.